# Eleições parlamentares europeias de 2014 no distrito de Setúbal
| Eleições parlamentares europeias de 2014 por Portugal Distritos: Aveiro \| Beja \| Braga \| Bragança \| Castelo Branco \| Coimbra \| Évora \| Faro \| Guarda \| Leiria \| Lisboa \| Portalegre \| Porto \| Santarém \| Setúbal \| Viana do Castelo \| Vila Real \| Viseu \| Açores \| Madeira \| Estrangeiro |

## Resultados por concelhos
Os resultados nos concelhos do Distrito de Setúbal foram os seguintes:

### Alcácer do Sal
| Partido                 | Partido                        | Votos  | %               | +/-  |
| ----------------------- | ------------------------------ | ------ | --------------- | ---- |
|                         | Coligação Democrática Unitária | 1 789  | 41,24 / 100,00  | 3,40 |
|                         | Partido Socialista             | 1 460  | 33,66 / 100,00  | 5,53 |
|                         | Aliança Portugal               | 380    | 8,76 / 100,00   | 4,67 |
|                         | Partido da Terra               | 147    | 3,39 / 100,00   | 2,89 |
|                         | Bloco de Esquerda              | 142    | 3,27 / 100,00   | 6,42 |
|                         | PCTP/MRPP                      | 126    | 2,90 / 100,00   | 0,12 |
|                         | Outros                         | 131    | 3,03 / 100,00   |      |
| Votos Inválidos         | Votos Inválidos                | 163    | 3,76 / 100,00   | 1,06 |
| Total                   | Total                          | 4 338  | 100,00 / 100,00 |      |
| Eleitorado/Participação | Eleitorado/Participação        | 11 177 | 38,81 / 100,00  | 0,59 |

| Freguesia                                        | %     | %     | %    | %    | %    | %    | Votantes |
| Freguesia                                        | CDU   | PS    | AP   | MPT  | BE   | PCTP | Votantes |
| ------------------------------------------------ | ----- | ----- | ---- | ---- | ---- | ---- | -------- |
| Comporta                                         | 43,80 | 26,17 | 7,99 | 3,86 | 5,23 | 4,13 | 363      |
| Santa Maria do Castelo e Santiago e Santa Susana | 40,12 | 33,18 | 9,61 | 3,69 | 3,72 | 2,81 | 2 954    |
| São Martinho                                     | 72,13 | 22,13 | 1,23 | 0    | 0,41 | 2,87 | 244      |
| Torrão                                           | 34,62 | 42,60 | 8,24 | 3,09 | 1,54 | 2,70 | 777      |
| Alcácer do Sal                                   | 41,24 | 33,66 | 8,76 | 3,39 | 3,27 | 2,90 | 4 338    |

### Alcochete
| Partido                 | Partido                               | Votos  | %               | +/-  |
| ----------------------- | ------------------------------------- | ------ | --------------- | ---- |
|                         | Coligação Democrática Unitária        | 1 408  | 27,62 / 100,00  | 3,21 |
|                         | Partido Socialista                    | 1 311  | 25,72 / 100,00  | 1,41 |
|                         | Aliança Portugal                      | 787    | 15,44 / 100,00  | 8,19 |
|                         | Partido da Terra                      | 344    | 6,75 / 100,00   | 6,09 |
|                         | Bloco de Esquerda                     | 286    | 5,61 / 100,00   | 7,58 |
|                         | LIVRE/Tempo de Avançar                | 181    | 3,55 / 100,00   | Novo |
|                         | PCTP/MRPP                             | 106    | 2,08 / 100,00   | 0,70 |
|                         | Partido pelos Animais e pela Natureza | 105    | 2,06 / 100,00   | Novo |
|                         | Outros                                | 143    | 2,81 / 100,00   |      |
| Votos Inválidos         | Votos Inválidos                       | 426    | 8,36 / 100,00   | 0,10 |
| Total                   | Total                                 | 5 097  | 100,00 / 100,00 |      |
| Eleitorado/Participação | Eleitorado/Participação               | 13 979 | 36,46 / 100,00  | 1,93 |

| Freguesia     | %     | %     | %     | %    | %    | %    | %    | %    | Votantes |
| Freguesia     | CDU   | PS    | AP    | MPT  | BE   | L    | PCTP | PAN  | Votantes |
| ------------- | ----- | ----- | ----- | ---- | ---- | ---- | ---- | ---- | -------- |
| Alcochete     | 25,79 | 25,70 | 17,35 | 6,90 | 5,75 | 3,87 | 1,89 | 2,07 | 3 389    |
| Samouco       | 35,21 | 25,79 | 9,43  | 5,91 | 4,25 | 2,87 | 2,68 | 2,13 | 1 082    |
| São Francisco | 24,44 | 25,72 | 15,50 | 7,35 | 7,19 | 3,04 | 2,08 | 1,92 | 626      |
| Alcochete     | 27,62 | 25,72 | 15,44 | 6,75 | 5,61 | 3,55 | 2,08 | 2,06 | 5 097    |

### Almada
| Partido                 | Partido                               | Votos   | %               | +/-  |
| ----------------------- | ------------------------------------- | ------- | --------------- | ---- |
|                         | Partido Socialista                    | 16 313  | 29,34 / 100,00  | 3,60 |
|                         | Coligação Democrática Unitária        | 14 393  | 25,89 / 100,00  | 3,50 |
|                         | Aliança Portugal                      | 8 635   | 15,53 / 100,00  | 9,47 |
|                         | Partido da Terra                      | 3 574   | 6,43 / 100,00   | 5,83 |
|                         | Bloco de Esquerda                     | 3 477   | 6,25 / 100,00   | 8,38 |
|                         | LIVRE/Tempo de Avançar                | 1 628   | 2,93 / 100,00   | Novo |
|                         | Partido pelos Animais e pela Natureza | 1 406   | 2,53 / 100,00   | Novo |
|                         | PCTP/MRPP                             | 1 040   | 1,87 / 100,00   | 0,56 |
|                         | Outros                                | 1 467   | 2,64 / 100,00   |      |
| Votos Inválidos         | Votos Inválidos                       | 3 662   | 6,59 / 100,00   | 0,11 |
| Total                   | Total                                 | 55 595  | 100,00 / 100,00 |      |
| Eleitorado/Participação | Eleitorado/Participação               | 149 225 | 37,26 / 100,00  | 2,19 |

| Freguesia                                  | %     | %     | %     | %    | %    | %    | %    | %    | Votantes |
| Freguesia                                  | PS    | CDU   | AP    | MPT  | BE   | L    | PAN  | PCTP | Votantes |
| ------------------------------------------ | ----- | ----- | ----- | ---- | ---- | ---- | ---- | ---- | -------- |
| Almada, Cova da Piedade, Pragal e Cacilhas | 29,34 | 27,86 | 15,33 | 6,19 | 6,41 | 3,19 | 2,24 | 1,63 | 18 949   |
| Caparica e Trafaria                        | 30,63 | 29,22 | 12,03 | 5,92 | 6,17 | 1,86 | 2,45 | 2,49 | 7 150    |
| Charneca de Caparica e Sobreda             | 27,06 | 21,83 | 19,02 | 6,84 | 5,96 | 3,47 | 2,96 | 1,70 | 13 269   |
| Costa de Caparica                          | 29,81 | 15,83 | 22,75 | 7,48 | 6,34 | 3,27 | 3,04 | 1,67 | 3 942    |
| Laranjeiro e Feijó                         | 30,91 | 28,53 | 11,80 | 6,31 | 6,36 | 2,45 | 2,39 | 2,13 | 12 285   |
| Almada                                     | 29,34 | 25,89 | 15,53 | 6,43 | 6,25 | 2,93 | 2,53 | 1,87 | 55 595   |

### Barreiro
| Partido                 | Partido                               | Votos  | %               | +/-  |
| ----------------------- | ------------------------------------- | ------ | --------------- | ---- |
|                         | Coligação Democrática Unitária        | 10 756 | 36,96 / 100,00  | 3,11 |
|                         | Partido Socialista                    | 8 365  | 28,74 / 100,00  | 4,20 |
|                         | Aliança Portugal                      | 2 689  | 9,24 / 100,00   | 7,43 |
|                         | Bloco de Esquerda                     | 1 609  | 5,53 / 100,00   | 8,62 |
|                         | Partido da Terra                      | 1 558  | 5,35 / 100,00   | 4,85 |
|                         | LIVRE/Tempo de Avançar                | 602    | 2,07 / 100,00   | Novo |
|                         | PCTP/MRPP                             | 600    | 2,06 / 100,00   | 0,56 |
|                         | Partido pelos Animais e pela Natureza | 584    | 2,01 / 100,00   | Novo |
|                         | Outros                                | 817    | 2,81 / 100,00   |      |
| Votos Inválidos         | Votos Inválidos                       | 1 524  | 5,24 / 100,00   | 0,55 |
| Total                   | Total                                 | 29 104 | 100,00 / 100,00 |      |
| Eleitorado/Participação | Eleitorado/Participação               | 70 090 | 41,52 / 100,00  | 0,92 |

| Freguesia                                   | %     | %     | %     | %    | %    | %    | %    | %    | Votantes |
| Freguesia                                   | CDU   | PS    | AP    | BE   | MPT  | L    | PCTP | PAN  | Votantes |
| ------------------------------------------- | ----- | ----- | ----- | ---- | ---- | ---- | ---- | ---- | -------- |
| Alto do Seixalinho, Santo André e Verderena | 37,07 | 29,97 | 8,25  | 5,23 | 5,09 | 1,98 | 2,19 | 1,91 | 15 900   |
| Barreiro e Lavradio                         | 38,27 | 27,71 | 9,28  | 5,89 | 5,32 | 2,66 | 1,68 | 2,05 | 8 134    |
| Palhais e Coina                             | 36,97 | 25,04 | 10,77 | 6,84 | 5,82 | 1,24 | 2,91 | 1,82 | 1 374    |
| Santo António da Charneca                   | 33,58 | 27,11 | 12,82 | 5,98 | 5,90 | 1,46 | 2,03 | 2,41 | 3 696    |
| Barreiro                                    | 36,96 | 28,74 | 9,24  | 5,53 | 5,35 | 2,07 | 2,06 | 2,01 | 29 104   |

### Grândola
| Partido                 | Partido                               | Votos  | %               | +/-  |
| ----------------------- | ------------------------------------- | ------ | --------------- | ---- |
|                         | Coligação Democrática Unitária        | 1 849  | 38,16 / 100,00  | 4,13 |
|                         | Partido Socialista                    | 1 478  | 30,50 / 100,00  | 4,86 |
|                         | Aliança Portugal                      | 592    | 12,22 / 100,00  | 7,11 |
|                         | Partido da Terra                      | 196    | 4,04 / 100,00   | 3,63 |
|                         | Bloco de Esquerda                     | 168    | 3,47 / 100,00   | 7,18 |
|                         | PCTP/MRPP                             | 141    | 2,91 / 100,00   | 0,32 |
|                         | LIVRE/Tempo de Avançar                | 62     | 1,28 / 100,00   | Novo |
|                         | Partido pelos Animais e pela Natureza | 52     | 1,07 / 100,00   | Novo |
|                         | Outros                                | 85     | 1,75 / 100,00   |      |
| Votos Inválidos         | Votos Inválidos                       | 223    | 4,61 / 100,00   | 0,54 |
| Total                   | Total                                 | 4 846  | 100,00 / 100,00 |      |
| Eleitorado/Participação | Eleitorado/Participação               | 12 411 | 39,05 / 100,00  | 1,53 |

| Freguesia                                  | %     | %     | %     | %    | %    | %    | %    | %    | Votantes |
| Freguesia                                  | CDU   | PS    | AP    | MPT  | BE   | PCTP | L    | PAN  | Votantes |
| ------------------------------------------ | ----- | ----- | ----- | ---- | ---- | ---- | ---- | ---- | -------- |
| Azinheira dos Barros e São Mamede do Sádão | 35,66 | 38,97 | 7,35  | 2,57 | 5,51 | 4,04 | 0,37 | 1,10 | 272      |
| Carvalhal                                  | 36,08 | 30,93 | 9,79  | 3,87 | 4,12 | 3,61 | 1,55 | 1,29 | 388      |
| Grândola e Santa Margarida da Serra        | 40,53 | 28,89 | 11,66 | 4,32 | 3,32 | 2,88 | 1,16 | 1,14 | 3 610    |
| Melides                                    | 25,87 | 36,28 | 19,62 | 3,13 | 2,95 | 2,08 | 2,26 | 0,52 | 576      |
| Grândola                                   | 38,16 | 30,50 | 12,22 | 4,04 | 3,47 | 2,91 | 1,28 | 1,07 | 4 846    |

### Moita
| Partido                 | Partido                               | Votos  | %               | +/-  |
| ----------------------- | ------------------------------------- | ------ | --------------- | ---- |
|                         | Coligação Democrática Unitária        | 8 169  | 39,51 / 100,00  | 4,20 |
|                         | Partido Socialista                    | 5 366  | 25,95 / 100,00  | 5,24 |
|                         | Aliança Portugal                      | 1 737  | 8,40 / 100,00   | 7,18 |
|                         | Bloco de Esquerda                     | 1 408  | 6,81 / 100,00   | 9,97 |
|                         | Partido da Terra                      | 1 003  | 4,85 / 100,00   | 4,18 |
|                         | PCTP/MRPP                             | 550    | 2,66 / 100,00   | 0,68 |
|                         | Partido pelos Animais e pela Natureza | 421    | 2,04 / 100,00   | Novo |
|                         | LIVRE/Tempo de Avançar                | 379    | 1,83 / 100,00   | Novo |
|                         | Outros                                | 556    | 2,69 / 100,00   |      |
| Votos Inválidos         | Votos Inválidos                       | 1 089  | 5,26 / 100,00   | 0,50 |
| Total                   | Total                                 | 20 678 | 100,00 / 100,00 |      |
| Eleitorado/Participação | Eleitorado/Participação               | 58 952 | 35,08 / 100,00  | 2,54 |

| Freguesia                            | %     | %     | %     | %    | %    | %    | %    | %    | Votantes |
| Freguesia                            | CDU   | PS    | AP    | BE   | MPT  | PCTP | PAN  | L    | Votantes |
| ------------------------------------ | ----- | ----- | ----- | ---- | ---- | ---- | ---- | ---- | -------- |
| Alhos Vedros                         | 37,22 | 24,95 | 8,07  | 8,61 | 5,37 | 3,03 | 2,07 | 2,19 | 4 785    |
| Baixa da Banheira e Vale da Amoreira | 42,21 | 26,59 | 7,88  | 6,13 | 4,07 | 2,73 | 1,84 | 1,50 | 9 441    |
| Gaio-Rosário e Sarilhos Pequenos     | 47,88 | 27,73 | 4,12  | 5,12 | 2,67 | 1,34 | 2,00 | 1,34 | 898      |
| Moita                                | 35,52 | 25,44 | 10,26 | 6,68 | 6,09 | 2,43 | 2,34 | 2,16 | 5 554    |
| Moita                                | 39,51 | 25,95 | 8,40  | 6,81 | 4,85 | 2,66 | 2,04 | 1,83 | 20 678   |

### Montijo
| Partido                 | Partido                               | Votos  | %               | +/-  |
| ----------------------- | ------------------------------------- | ------ | --------------- | ---- |
|                         | Partido Socialista                    | 3 881  | 30,41 / 100,00  | 4,55 |
|                         | Coligação Democrática Unitária        | 2 858  | 22,39 / 100,00  | 3,65 |
|                         | Aliança Portugal                      | 2 313  | 18,12 / 100,00  | 8,87 |
|                         | Partido da Terra                      | 826    | 6,47 / 100,00   | 5,75 |
|                         | Bloco de Esquerda                     | 755    | 5,92 / 100,00   | 7,85 |
|                         | PCTP/MRPP                             | 314    | 2,46 / 100,00   | 0,40 |
|                         | LIVRE/Tempo de Avançar                | 295    | 2,31 / 100,00   | Novo |
|                         | Partido pelos Animais e pela Natureza | 291    | 2,28 / 100,00   | Novo |
|                         | Outros                                | 370    | 2,89 / 100,00   |      |
| Votos Inválidos         | Votos Inválidos                       | 859    | 6,73 / 100,00   | 0,53 |
| Total                   | Total                                 | 12 762 | 100,00 / 100,00 |      |
| Eleitorado/Participação | Eleitorado/Participação               | 41 497 | 30,75 / 100,00  | 2,79 |

| Freguesia                         | %     | %     | %     | %    | %    | %    | %    | %    | Votantes |
| Freguesia                         | PS    | CDU   | AP    | MPT  | BE   | PCTP | L    | PAN  | Votantes |
| --------------------------------- | ----- | ----- | ----- | ---- | ---- | ---- | ---- | ---- | -------- |
| Atalaia e Alto Estanqueiro-Jardia | 35,48 | 19,11 | 16,15 | 7,81 | 4,62 | 2,12 | 1,59 | 2,20 | 1 319    |
| Canha                             | 43,52 | 17,11 | 22,25 | 6,11 | 2,20 | 1,22 | 0,49 | 0,73 | 409      |
| Montijo e Afonsoeiro              | 28,91 | 22,29 | 18,36 | 6,58 | 6,55 | 2,37 | 2,68 | 2,39 | 9 188    |
| Pegões                            | 34,19 | 17,15 | 22,36 | 5,43 | 5,01 | 3,30 | 1,28 | 2,45 | 939      |
| Sarilhos Grandes                  | 28,45 | 36,05 | 12,35 | 4,63 | 3,97 | 3,53 | 1,54 | 1,76 | 907      |
| Montijo                           | 30,41 | 22,39 | 18,12 | 6,47 | 5,92 | 2,46 | 2,31 | 2,28 | 12 762   |

### Palmela
| Partido                 | Partido                               | Votos  | %               | +/-  |
| ----------------------- | ------------------------------------- | ------ | --------------- | ---- |
|                         | Partido Socialista                    | 4 688  | 27,49 / 100,00  | 5,50 |
|                         | Coligação Democrática Unitária        | 4 626  | 27,12 / 100,00  | 1,88 |
|                         | Aliança Portugal                      | 2 462  | 14,44 / 100,00  | 9,05 |
|                         | Partido da Terra                      | 1 213  | 7,11 / 100,00   | 6,31 |
|                         | Bloco de Esquerda                     | 1 075  | 6,30 / 100,00   | 8,55 |
|                         | PCTP/MRPP                             | 448    | 2,63 / 100,00   | 0,57 |
|                         | LIVRE/Tempo de Avançar                | 424    | 2,49 / 100,00   | Novo |
|                         | Partido pelos Animais e pela Natureza | 391    | 2,29 / 100,00   | Novo |
|                         | Outros                                | 529    | 3,09 / 100,00   |      |
| Votos Inválidos         | Votos Inválidos                       | 1 199  | 7,03 / 100,00   | 0,57 |
| Total                   | Total                                 | 17 055 | 100,00 / 100,00 |      |
| Eleitorado/Participação | Eleitorado/Participação               | 51 647 | 33,02 / 100,00  | 2,91 |

| Freguesia           | %     | %     | %     | %    | %    | %    | %    | %    | Votantes |
| Freguesia           | PS    | CDU   | AP    | MPT  | BE   | PCTP | L    | PAN  | Votantes |
| ------------------- | ----- | ----- | ----- | ---- | ---- | ---- | ---- | ---- | -------- |
| Palmela             | 27,66 | 22,24 | 18,05 | 7,63 | 6,43 | 2,14 | 2,73 | 2,62 | 5 086    |
| Pinhal Novo         | 26,19 | 31,30 | 10,08 | 7,67 | 7,46 | 2,73 | 2,44 | 2,02 | 6 926    |
| Poceirão e Marateca | 33,68 | 29,11 | 16,03 | 4,40 | 2,72 | 3,59 | 1,33 | 1,62 | 1 728    |
| Quinta do Anjo      | 26,70 | 24,86 | 17,16 | 6,58 | 5,55 | 2,65 | 2,81 | 2,71 | 3 315    |
| Palmela             | 27,49 | 27,12 | 14,44 | 7,11 | 6,30 | 2,63 | 2,49 | 2,29 | 17 055   |

### Santiago do Cacém
| Partido                 | Partido                               | Votos  | %               | +/-  |
| ----------------------- | ------------------------------------- | ------ | --------------- | ---- |
|                         | Coligação Democrática Unitária        | 3 018  | 33,01 / 100,00  | 4,79 |
|                         | Partido Socialista                    | 2 533  | 27,71 / 100,00  | 4,53 |
|                         | Aliança Portugal                      | 1 405  | 15,37 / 100,00  | 7,26 |
|                         | Partido da Terra                      | 488    | 5,34 / 100,00   | 4,62 |
|                         | Bloco de Esquerda                     | 419    | 4,58 / 100,00   | 8,50 |
|                         | PCTP/MRPP                             | 219    | 2,40 / 100,00   | 0,21 |
|                         | LIVRE/Tempo de Avançar                | 138    | 1,51 / 100,00   | Novo |
|                         | Partido pelos Animais e pela Natureza | 103    | 1,13 / 100,00   | Novo |
|                         | Outros                                | 218    | 2,39 / 100,00   |      |
| Votos Inválidos         | Votos Inválidos                       | 601    | 6,58 / 100,00   | 0,23 |
| Total                   | Total                                 | 9 142  | 100,00 / 100,00 |      |
| Eleitorado/Participação | Eleitorado/Participação               | 25 213 | 36,26 / 100,00  | 1,00 |

| Freguesia                                        | %     | %     | %     | %    | %    | %    | %    | %    | Votantes |
| Freguesia                                        | CDU   | PS    | AP    | MPT  | BE   | PCTP | L    | PAN  | Votantes |
| ------------------------------------------------ | ----- | ----- | ----- | ---- | ---- | ---- | ---- | ---- | -------- |
| Abela                                            | 49,42 | 22,97 | 14,85 | 4,41 | 1,39 | 1,86 | 0,93 | 0    | 431      |
| Alvalade                                         | 55,06 | 20,09 | 11,66 | 2,76 | 2,76 | 1,38 | 0,31 | 0,46 | 652      |
| Cercal do Alentejo                               | 39,54 | 32,59 | 9,12  | 3,41 | 3,41 | 3,78 | 0,65 | 0,65 | 1 085    |
| Ermidas-Sado                                     | 39,55 | 27,30 | 14,35 | 2,92 | 2,79 | 3,06 | 1,11 | 1,11 | 718      |
| Santiago do Cacém, Sta. e S. Bartolomeu da Serra | 28,69 | 29,55 | 17,71 | 5,18 | 4,56 | 1,93 | 1,77 | 1,56 | 2 433    |
| Santo André                                      | 23,06 | 26,82 | 17,09 | 8,09 | 6,99 | 2,14 | 2,24 | 1,52 | 3 031    |
| São Domingos e Vale de Água                      | 47,60 | 29,56 | 9,79  | 1,54 | 1,73 | 3,84 | 0,58 | 0,19 | 521      |
| São Francisco da Serra                           | 32,47 | 25,83 | 23,25 | 5,17 | 2,21 | 2,58 | 1,11 | 0    | 271      |
| Santiago do Cacém                                | 33,01 | 27,71 | 15,37 | 5,34 | 4,58 | 2,40 | 1,51 | 1,13 | 9 142    |

### Seixal
| Partido                 | Partido                               | Votos   | %               | +/-  |
| ----------------------- | ------------------------------------- | ------- | --------------- | ---- |
|                         | Partido Socialista                    | 13 505  | 28,35 / 100,00  | 3,77 |
|                         | Coligação Democrática Unitária        | 13 350  | 28,03 / 100,00  | 3,38 |
|                         | Aliança Portugal                      | 6 665   | 13,99 / 100,00  | 8,91 |
|                         | Partido da Terra                      | 3 266   | 6,86 / 100,00   | 6,24 |
|                         | Bloco de Esquerda                     | 2 863   | 6,01 / 100,00   | 8,59 |
|                         | LIVRE/Tempo de Avançar                | 1 137   | 2,39 / 100,00   | Novo |
|                         | Partido pelos Animais e pela Natureza | 1 033   | 2,17 / 100,00   | Novo |
|                         | PCTP/MRPP                             | 949     | 1,99 / 100,00   | 0,45 |
|                         | Outros                                | 1 480   | 3,11 / 100,00   |      |
| Votos Inválidos         | Votos Inválidos                       | 3 386   | 7,11 / 100,00   | 0,28 |
| Total                   | Total                                 | 47 634  | 100,00 / 100,00 |      |
| Eleitorado/Participação | Eleitorado/Participação               | 133 870 | 35,58 / 100,00  | 2,15 |

| Freguesia                                | %     | %     | %     | %    | %    | %    | %    | %    | Votantes |
| Freguesia                                | PS    | CDU   | AP    | MPT  | BE   | L    | PAN  | PCTP | Votantes |
| ---------------------------------------- | ----- | ----- | ----- | ---- | ---- | ---- | ---- | ---- | -------- |
| Amora                                    | 30,38 | 27,16 | 14,37 | 6,35 | 5,79 | 2,15 | 2,14 | 2,07 | 14 129   |
| Corroios                                 | 28,67 | 24,06 | 15,63 | 7,59 | 6,42 | 2,85 | 2,48 | 1,71 | 14 835   |
| Fernão Ferro                             | 30,25 | 20,64 | 18,27 | 7,76 | 6,18 | 2,03 | 1,95 | 1,78 | 5 325    |
| Seixal, Arrentela e Aldeia de Paio Pires | 25,10 | 36,30 | 10,06 | 6,22 | 5,72 | 2,26 | 1,93 | 2,31 | 13 345   |
| Seixal                                   | 28,35 | 28,03 | 13,99 | 6,86 | 6,01 | 2,39 | 2,17 | 1,99 | 47 634   |

### Sesimbra
| Partido                 | Partido                               | Votos  | %               | +/-  |
| ----------------------- | ------------------------------------- | ------ | --------------- | ---- |
|                         | Partido Socialista                    | 3 701  | 28,33 / 100,00  | 4,20 |
|                         | Coligação Democrática Unitária        | 3 163  | 24,21 / 100,00  | 2,90 |
|                         | Aliança Portugal                      | 2 038  | 15,60 / 100,00  | 9,57 |
|                         | Partido da Terra                      | 977    | 7,48 / 100,00   | 6,73 |
|                         | Bloco de Esquerda                     | 828    | 6,34 / 100,00   | 8,79 |
|                         | Partido pelos Animais e pela Natureza | 385    | 2,95 / 100,00   | Novo |
|                         | LIVRE/Tempo de Avançar                | 338    | 2,59 / 100,00   | Novo |
|                         | PCTP/MRPP                             | 278    | 2,13 / 100,00   | 0,53 |
|                         | Outros                                | 435    | 3,33 / 100,00   |      |
| Votos Inválidos         | Votos Inválidos                       | 922    | 7,06 / 100,00   | 0,82 |
| Total                   | Total                                 | 13 065 | 100,00 / 100,00 |      |
| Eleitorado/Participação | Eleitorado/Participação               | 41 695 | 31,33 / 100,00  | 5,09 |

| Freguesia           | %     | %     | %     | %    | %    | %    | %    | %    | Votantes |
| Freguesia           | PS    | CDU   | AP    | MPT  | BE   | PAN  | L    | PCTP | Votantes |
| ------------------- | ----- | ----- | ----- | ---- | ---- | ---- | ---- | ---- | -------- |
| Quinta do Conde     | 28,01 | 25,12 | 14,22 | 7,94 | 6,24 | 3,48 | 2,51 | 2,03 | 6 006    |
| Sesimbra (Castelo)  | 28,05 | 22,31 | 17,09 | 7,18 | 6,58 | 2,75 | 2,94 | 1,93 | 5 348    |
| Sesimbra (Santiago) | 30,33 | 26,94 | 15,78 | 6,78 | 5,90 | 1,69 | 1,75 | 3,10 | 1 711    |
| Sesimbra            | 28,33 | 24,21 | 15,60 | 7,48 | 6,34 | 2,95 | 2,59 | 2,13 | 13 065   |

### Setúbal
| Partido                 | Partido                               | Votos   | %               | +/-   |
| ----------------------- | ------------------------------------- | ------- | --------------- | ----- |
|                         | Partido Socialista                    | 10 307  | 29,76 / 100,00  | 6,49  |
|                         | Coligação Democrática Unitária        | 8 429   | 24,34 / 100,00  | 4,49  |
|                         | Aliança Portugal                      | 5 704   | 16,47 / 100,00  | 11,49 |
|                         | Partido da Terra                      | 2 224   | 6,42 / 100,00   | 5,72  |
|                         | Bloco de Esquerda                     | 2 171   | 6,27 / 100,00   | 9,86  |
|                         | Partido pelos Animais e pela Natureza | 901     | 2,60 / 100,00   | Novo  |
|                         | LIVRE/Tempo de Avançar                | 885     | 2,56 / 100,00   | Novo  |
|                         | PCTP/MRPP                             | 750     | 2,17 / 100,00   | 0,67  |
|                         | Outros                                | 994     | 2,86 / 100,00   |       |
| Votos Inválidos         | Votos Inválidos                       | 2 268   | 6,55 / 100,00   | 0,19  |
| Total                   | Total                                 | 34 633  | 100,00 / 100,00 |       |
| Eleitorado/Participação | Eleitorado/Participação               | 103 436 | 33,48 / 100,00  | 2,59  |

| Freguesia                          | %     | %     | %     | %    | %    | %    | %    | %    | Votantes |
| Freguesia                          | PS    | CDU   | AP    | MPT  | BE   | PAN  | L    | PCTP | Votantes |
| ---------------------------------- | ----- | ----- | ----- | ---- | ---- | ---- | ---- | ---- | -------- |
| Azeitão (São Lourenço e São Simão) | 26,84 | 20,59 | 20,71 | 7,46 | 5,95 | 2,72 | 2,93 | 1,92 | 5 630    |
| Gâmbia-Pontes-Alto da Guerra       | 27,85 | 34,92 | 11,81 | 4,97 | 4,35 | 2,60 | 1,58 | 2,32 | 1 770    |
| Sado                               | 28,71 | 43,34 | 6,66  | 3,48 | 3,88 | 1,06 | 1,16 | 3,18 | 1 982    |
| São Sebastião                      | 32,05 | 26,34 | 11,59 | 6,57 | 6,96 | 2,88 | 2,18 | 2,54 | 13 036   |
| Setúbal                            | 29,11 | 19,31 | 21,99 | 6,47 | 6,34 | 2,51 | 3,15 | 1,69 | 12 215   |
| Setúbal                            | 29,76 | 24,34 | 16,47 | 6,42 | 6,27 | 2,60 | 2,56 | 2,17 | 34 633   |

### Sines
| Partido                 | Partido                               | Votos  | %               | +/-  |
| ----------------------- | ------------------------------------- | ------ | --------------- | ---- |
|                         | Partido Socialista                    | 1 304  | 33,44 / 100,00  | 8,30 |
|                         | Coligação Democrática Unitária        | 1 059  | 27,16 / 100,00  | 1,97 |
|                         | Aliança Portugal                      | 454    | 11,64 / 100,00  | 8,71 |
|                         | Partido da Terra                      | 263    | 6,75 / 100,00   | 5,91 |
|                         | Bloco de Esquerda                     | 244    | 6,26 / 100,00   | 9,49 |
|                         | PCTP/MRPP                             | 88     | 2,26 / 100,00   | 0,09 |
|                         | LIVRE/Tempo de Avançar                | 83     | 2,13 / 100,00   | Novo |
|                         | Partido pelos Animais e pela Natureza | 64     | 1,64 / 100,00   | Novo |
|                         | Outros                                | 99     | 2,55 / 100,00   |      |
| Votos Inválidos         | Votos Inválidos                       | 241    | 6,18 / 100,00   | 1,06 |
| Total                   | Total                                 | 3 899  | 100,00 / 100,00 |      |
| Eleitorado/Participação | Eleitorado/Participação               | 11 974 | 32,56 / 100,00  | 1,29 |

| Freguesia  | %     | %     | %     | %    | %    | %    | %    | %    | Votantes |
| Freguesia  | PS    | CDU   | AP    | MPT  | BE   | PCTP | L    | PAN  | Votantes |
| ---------- | ----- | ----- | ----- | ---- | ---- | ---- | ---- | ---- | -------- |
| Porto Covo | 51,40 | 15,36 | 13,13 | 4,19 | 3,91 | 1,12 | 0,56 | 1,12 | 358      |
| Sines      | 31,63 | 28,35 | 11,49 | 7,00 | 6,50 | 2,37 | 2,29 | 1,69 | 3 541    |
| Sines      | 33,44 | 27,16 | 11,64 | 6,75 | 6,26 | 2,26 | 2,13 | 1,64 | 3 899    |